# 管锄非
管锄非(1911年—1995年)，画家，字枕嶷，号梦虞，湖南衡阳祁东县人。早年入长沙华中美专、上海美专、上海新华艺专等校求学，师从黄宾虹、徐悲鸿、潘天寿等名家，是黄宾虹的大弟子。抗战期间进黄埔军校独山分校任少校美术教官，有“南管北李”之称。

## 生平

### 早年
管锄非1911年出生于祁东县官家嘴镇日升村，自幼喜欢作画，始学画梅。
1926年，管锄非进入衡阳船山中学。1932年，管锄非赴上海求学，先后入读上海美专、新华艺专等校，师从黄宾虹、潘天寿等。

### 教职生涯
1936年，管锄非毕业，回到母校船山中学执教。他教育学生要学习王船山的民族气节，要有梅干一样的“侠骨”，也要有梅花一样的“柔情”。
抗日期间，管锄非任黄埔军校独山分校少校美术教官。管锄非举行书画义卖支援前线，时有“南管北李（李可染）”之称。后管锄非因不满官场腐败，1942年回乡隐居作画。

### 右派生涯
1957年10月，祁东县中小学开展大鸣大放，管锄非画了一幅“长颈鹿左顾右盼”的漫画来讽刺某位学校领导好色。
1958年3月，管锄非被划为右派，判刑两年。1960年，管锄非被遣送回家，受到管制，住在破庙里。
被错划右派的日子里，管锄非不但生活困顿，还屡遭上纲上线，画一只鸟在张望，就被批“窥测方向，伺机反攻倒算”，
画古松，就被批是“妄想复辟当皇帝”。
1979年，管锄非被平反。管锄非当天就一气呵成完成《红日梅花图》，庆贺自己被平反。

## 评价
- 黄宾虹曾言：“管锄非不鸣则已，一鸣必成大家。[2]”
- 邵洛羊评价管锄非的画“得正脉而独具笔墨功夫”[2]。
- 《中国书画鉴定基础》一书，将管锄非列为近现代中国最具影响的51位书画家之一[2]。

## 后世纪念
- 管锄非纪念馆位于长沙清水塘，馆长为贾越云[4]。
- 官家嘴镇日升村的管锄非故居得到当地政府的保护，祁东县委书记2015年曾到管锄非故居调研[5]。
- 2016年5月21日，《黄埔墨魂——管锄非书法信札展》在湖南省图书馆开展，共展出了数百件管锄非的书法信札[3]。